# Rune Hedeman
Rune Hedeman (født 5. oktober 1982 i Aalborg) er en dansk musiker, komiker og radiovært.
Rune Hedeman blev student fra Aalborg Katedralskole i 2001 og har studeret Nordisk sprog og litteratur ved Aarhus Universitet. Han blev aldrig færdig, fordi hans band »1 2 3 4« i 2007 blev signet til Nikolaj Nørlunds pladeselskab Auditorium . Han valgte at satse på musikken, og blev med Det Elektriske Barometer-hittet Saddets, samt en optræden i Kristian Leths musikprogam »Liga« på DR2 , et anerkendt navn på den danske indiescene.
Hedeman lagde i 2011 musikken på hylden, da han blev ansat på DR, hvor han startede som en del af satirekollektivet Det sorte ur, hvor han optrådte som karaktererne »Jesus' 13. discipel, Chrille« og »rejseguiden Glen«, senere samme år lavede han sommerferie-radio på P3 kaldet Det Sorte Ur-Live , sammen med Asger Kjær. Programmet førte til at duoen fik deres eget faste fest-radioprogram "Er Det Fredag?" på DR Mama i starten af 2012, som kørte sideløbende med en mini-webisode serien Er Det Fredag TV på Facebook og Youtube. i september 2012 forlod han programmet til fordel for David Mandels spot i Go' morgen P3, hvor han især gjorde sig bemærket ved at lade sig udfordre til vilde stunts på liveradio. I december 2013 flyttede Rune til P6beat, hvor han bl.a. lavede programmerne "P6 BEAT Quizzer" og "P6 BEAT med Rune Hedeman"

## Filmografi
- Langeberg - DR Mama (2012)
- Den Bitre ende - DR2 (2012)
- Kolonien - DR3 (2012)
- Høflighed på 100 dage - DR2/Immergut (2012)
- DR Detektor - DR2 (2014)
- Lokummet brænder 3 - DR Ultra (2014)

## Radiografi
- Det sorte ur - DR P3 (2010)
- Det sorte ur Live - DR P3 (2010)
- Er Det Fredag? - DR Mama (2011 - 2012)
- Tre mand og en Baby - DR P3 (2012)
- Go' Morgen P3 - DR P3 (2012-2013)
- P6 Beat med Rune Hedeman - DR P6 Beat (2013 - )
- P6 Beat Quizzer - DR P6 Beat (2014 - )
- Sommerformiddagen på P6 Beat - DR P6 Beat (2014-2015)
- Musiktjenesten - DR P6 Beat (2015-2019)

## Discografi
- Saddest (Single) - 1 2 3 4 / Auditorium (2007)
- In Your Faith (Album) - 1 2 3 4 / Auditorium (2007)
- Mother (Single) - 1 2 3 4 / Auditorium (2009)
- Sjöwall og Wahlöö (Single) - 1 2 3 4 / Auditorium (2010)
- Gut (Single) - 1 2 3 4 / Auditorium (2010)
- Grænseoverskridende Underholdning i Tomgang (Album) - Det Sorte Ur // DR/Warner Music Denmark(2011)

## References
1. ↑  "1 2 3 4 skriver kontrakt med Auditorium". Arkiveret fra originalen 7. marts 2016. Hentet 2012-10-24.
2. ↑   "1 2 3 4 live i Liga på DR2". Hentet 2012-10-24.
3. ↑  "1 2 3 4 lukker og slukker med koncerter". Arkiveret fra originalen 2. februar 2014. Hentet 2012-10-24.
4. ↑   "Det Sorte Ur Live". Hentet 2012-10-24.
5. ↑   Er Det Fredag TV
6. ↑  P3-vært udfører vilde stunts